# I-40
I-40 — підводний човен Імперського флоту Японії, який брав участь у Другій світовій війні.
І-40 став першим у типі B Modified 1 (він же клас I-40), який мав незначні відмінності від попереднього типу В. Човни типу В2 мали великі розміри (їх надводна водотоннажність перевищувала підводний показник океанських підводних човнів США) та могли нести розвідувальний літак. Втім, вони ставали у стрій лише з 1943 року, коли застосування ними авіаційного озброєння стало неактуальним.
I-40 завершили у липні 1943-го та для проходження навчань включили до складу 11-ї ескадри підводних човнів. Наприкінці жовтня човен перевели до 2-ї дивізії підводних човнів (1-ша ескадра), після чого 13—19 листопада він здійснив перехід з Йокосуки на Трук (центральна частина Каролінського архіпелагу), де була головна база японського ВМФ у південно-східному секторі фронту.
За кілька діб американці розпочали масштабну операцію, щоб заволодіти островами Гілберта. Японське командування не наважилось протидіяти цьому надводними силами, проте спрямувало сюди групу підводних човнів. Зокрема, 22 листопада I-40 вийшов з Труку та попрямував до острова Макін, маючи на борту екіпаж із 97 осіб. З цього походу він не повернувся, водночас є різні припущення щодо обставин загибелі корабля — внаслідок спільної атаки авіації та есмінця USS Radford, лише від дій USS Radford, або від дій іншого есмінця USS Boyd.